# Beker van Réunion
De Beker van Réunion is het voetbalbekertoernooi van Réunion dat wordt georganiserd door de Réunionse voetbalbond (Ligue réunionnaise de football -LRF-). Zoals de meeste bekercompetities wordt met het knock-outsysteem gespeeld. De winnaar kwalificeert zich voor de Coupe de France waar het samen met de overige bekerwinnaars van de Franse overzeese departementen instroomt in de 7e ronde.
De beker draagt de naam Coupe Léopold Rambaud en is vernoemd naar de in 1963 overleden Léopold Rambaud, naast directeur van het elektriciteitswezen op Réunion, ook oprichter en voorzitter van SS Olympique (in 1923) en voorzitter van de Fédération des Sports Réunionnais tussen 1937 en 1941.

## Finales
| Jaar | Winnaar                 | Uitslag       | Finalist                            |
| ---- | ----------------------- | ------------- | ----------------------------------- |
| 1957 | Bourbon Club            | 3-2           | SS Franco                           |
| 1958 | SS Jeanne d'Arc         | 3-0           | SS Juniors Dionysiens (Saint-Denis) |
| 1959 | JS Saint-Pierroise      | 5-1           | SS Escadrille                       |
| 1960 | SS Jeanne d'Arc         | 2-1           | JS Saint-Pierroise                  |
| 1961 | SS Patriote             | 5-2           | Bourbon Club                        |
| 1962 | JS Saint-Pierroise      | 5-1           | SS Saint-Louisienne                 |
| 1963 | US Bénédictine          | 3-1           | Stade Saint-Paulois (Saint-Paul)    |
| 1964 | SS Saint-Louisienne     | 4-2           | US Bénédictine                      |
| 1965 | niet gespeeld           | niet gespeeld | niet gespeeld                       |
| 1966 | SS Patriote             | 2-1           | Bourbon Club                        |
| 1967 | SS Jeanne d'Arc         | 2-1           | SS Patriote                         |
| 1968 | SS Saint-Louisienne     | 4-3           | SS Jeanne d'Arc                     |
| 1969 | SS Saint-Louisienne     | 5-1           | US Saint-Joseph (Saint-Joseph)      |
| 1970 | SS Saint-Louisienne     | 1-1, 4-0      | CS Saint-Denis                      |
| 1971 | [JS Saint-Pierroise     | 1-0           | SS Patriote                         |
| 1972 | US Bénédictine          | 3-1           | SS Saint-Louisienne                 |
| 1973 | SS Patriote             | 2-1           | JS Saint-Pierroise                  |
| 1974 | CS Saint-Denis          | 4-1           | SS Jeunesse Musulmane               |
| 1975 | CS Saint-Denis          | 3-0           | SS Juniors Dionysiens               |
| 1976 | SS Patriote             | 3-1           | CS Saint-Denis                      |
| 1977 | CS Saint-Denis          | 3-1           | JS Saint-Pierroise                  |
| 1978 | CS Saint-Denis          | 4-1           | SS Saint-Louisienne                 |
| 1979 | CS Saint-Denis          | 1-0           | Rivière Sport                       |
| 1980 | JS Saint-Pierroise      | 1-0           | AS Poussins                         |
| 1981 | SS Saint-Louisienne     | 2-0           | SS Saint-Pauloise                   |
| 1982 | US Saint-André Léopards | 1-0           | CS Saint-Denis                      |
| 1983 | FC Ouest                | 2-1           | CS Saint-Denis                      |
| 1984 | JS Saint-Pierroise      | 4-1           | SS Patriote                         |
| 1985 | CS Saint-Denis          | 3-1           | SS Saint-Pauloise                   |

| Jaar | Winnaar              | Uitslag      | Finalist                     |
| ---- | -------------------- | ------------ | ---------------------------- |
| 1986 | CS Saint-Denis       | 1-0          | SS Saint-Pauloise            |
| 1987 | SS Saint-Louisienne  | 2-1          | JS Saint-Pierroise           |
| 1988 | CS Saint-Denis       | 3-1          | SS Gauloise                  |
| 1989 | JS Saint-Pierroise   | 2-1          | CS Saint-Denis               |
| 1990 | SS Patriote          | 4-2          | JS Saint-Pierroise           |
| 1991 | US Stade Tamponnaise | 1-0          | SS Saint-Pauloise            |
| 1992 | JS Saint-Pierroise   | 1-0          | SS Saint-Louisienne          |
| 1993 | JS Saint-Pierroise   | 3-1          | US Stade Tamponnaise         |
| 1994 | JS Saint-Pierroise   | 3-0          | US Saint-André (Saint-André) |
| 1995 | SS Saint-Louisienne  | 1-0 nv       | CS Saint-Denis               |
| 1996 | SS Saint-Louisienne  | 4-1          | US Stade Tamponnaise         |
| 1997 | AS Marsouins         | 2-2 ns (5-4) | JS Saint-Pierroise           |
| 1998 | SS Saint-Louisienne  | 1-0          | AS Marsouins                 |
| 1999 | SS Saint-Louisienne  | 1-1 ns (3-1) | US Stade Tamponnaise         |
| 2000 | US Stade Tamponnaise | 1-0          | AS Excelsior                 |
| 2001 | SS Jeanne d'Arc      | 1-0          | AS Excelsior                 |
| 2002 | SS Saint-Louisienne  | 3-2          | JS Saint-Pierroise           |
| 2003 | US Stade Tamponnaise | 2-1          | SS Saint-Louisienne          |
| 2004 | AS Excelsior         | 2-1          | US Stade Tamponnaise         |
| 2005 | AS Excelsior         | 3-2          | Saint-Denis FC (Saint-Denis) |
| 2006 | Saint-Pauloise FC    | 3-2          | AS Excelsior                 |
| 2007 | AS Marsouins         | 2-1          | US Stade Tamponnaise         |
| 2008 | US Stade Tamponnaise | 1-0          | AS Excelsior                 |
| 2009 | US Stade Tamponnaise | 2-0          | SS Jeanne d'Arc              |
| 2010 | US Sainte-Marienne   | 1-0          | US Stade Tamponnaise         |
| 2011 | Saint-Pauloise FC    | 1-0 nv       | SS Saint-Louisienne          |
| 2012 | US Stade Tamponnaise | 1-0          | Saint-Denis FC               |
| 2013 | SS Saint-Louisienne  | 2-1          | JS Saint-Pierroise           |

### Prestaties per club
| Aantal | Club                 | Plaats       |   | Aantal                  | Club         | Plaats |
| ------ | -------------------- | ------------ | - | ----------------------- | ------------ | ------ |
| 12     | SS Saint-Louisienne  | Saint-Louis  | 1 | Bourbon Club            |              |        |
| 09     | JS Saint-Pierroise   | Saint-Pierre | 1 | US Saint-André Léopards | Saint-André  |        |
| 08     | CS Saint-Denis       | Saint-Denis  | 1 | FC Ouest                | Saint-Paul   |        |
| 06     | US Stade Tamponnaise | Le Tampon    | 1 | US Sainte-Marienne      | Sainte-Marie |        |
| 05     | SS Patriote          | Saint-Denis  |   |                         |              |        |
| 04     | SS Jeanne d'Arc      | Le Port      |   |                         |              |        |
| 02     | US Bénédictine       | Saint-Benoît |   |                         |              |        |
| 02     | AS Excelsior         | Saint-Joseph |   |                         |              |        |
| 02     | AS Marsouins         | Saint-Leu    |   |                         |              |        |
| 02     | Saint-Pauloise FC    | Saint-Paul   |   |                         |              |        |

Algerije ·
Angola ·
Benin ·
Botswana ·
Burkina Faso ·
Burundi ·
Centraal-Afrikaanse Republiek ·
Comoren ·
Congo-Brazzaville ·
Congo-Kinshasa ·
Djibouti ·
Egypte ·
Equatoriaal-Guinea ·
Ethiopië ·
Gabon ·
Gambia ·
Ghana ·
Guinee ·
Guinee-Bissau ·
Ivoorkust ·
Kameroen ·
Kenia ·
Lesotho ·
Liberia ·
Libië ·
Madagaskar ·
Mali ·
Marokko ·
Mauritanië ·
Mauritius ·
Mozambique ·
Namibië ·
Niger ·
Nigeria ·
Oeganda ·
Réunion ·
Rwanda ·
Sao Tomé en Principe ·
Senegal ·
Seychellen ·
Sierra Leone ·
Soedan ·
Somalië ·
Swaziland ·
Tanzania ·
Togo ·
Tsjaad ·
Tunesië ·
Zambia ·
Zimbabwe ·
Zuid-Afrika